# ناثان بلاكلوك
ناثان بلاكلوك (بالإنجليزية: Nathan Blacklock)‏ هو لاعب اتحاد الرغبي أسترالي، ولد في 4 أبريل 1976 في Tingha, New South Wales ‏ في أستراليا.